# Kallikrates (Admiral)
Kallikrates (altgriechisch Καλλικράτης; 3. Jahrhundert v. Chr.), Sohn des Boiskos, war ein Flottenkommandant der hellenistischen Ptolemäerdynastie in Ägypten.
Kallikrates stammte aus Samos und gelangte am ptolemäischen Hof in Alexandria als „Freund“ (philos) der Geschwisterkönige Ptolemaios II. und Arsinoë II. zu hohen Ämtern und Würden. Im vierzehnten Herrscherjahr (272/271 v. Chr.) des Königs amtierte er als Priester des Alexander und als erster überhaupt auch als Priester der „Geschwistergöttin“. Für etwa 20 Jahre, zwischen 270 und 250 v. Chr., diente er außerdem als Flottenkommandant (nauarchos) der ptolemäischen Flotte, wie aus den Inschriften seiner Stiftungen und Ehrungen zu entnehmen ist.
Noch zu Lebzeiten der Arsinoë II. († 270 v. Chr.) erhielten die Geschwisterkönige und Kallikrates von seiner Heimatstadt Samos eine Ehrung. Um das Jahr 257 v. Chr. errichtete er in Kanopus einen Tempel für Isis und Anubis, was die Bereitschaft der Griechen dokumentiert, auch für altägyptische Gottheiten Stiftungen zu tätigen. Im selben Jahr erinnerte er mittels eines Briefs seines Mitarbeiters Zoilos den königlichen Finanzverwalter Apollonios an die Auszahlung der eingezogenen Flottensteuer an die Admiralität.
Bekannt ist Kallikrates auch für die von ihm veranlasste Errichtung eines Tempels auf dem Kap Zephyrion bei Alexandria, in dem Arsinoë II. als Aphrodite verehrt wurde. Diese Tempelstiftung ist in einem Gedicht des Poseidippos dokumentiert und avancierte zu einem der bedeutendsten Kultplätze des hellenistischen Ägyptens. Weiterhin stiftete er für die Geschwisterkönige je eine Statue in Olympia. Kallikrates selbst wurde in Delos, Palai-Paphos und Kourion durch Aufstellung von Statuen geehrt. Als „Wohltäter“ der Stadt Olus auf Kreta wurde ihm deren Ehrenbürgerwürde (proxenīe) verliehen; in dieser Stadt hatte er sich wahrscheinlich etwa zur Zeit des Chremonideiischen Krieges mit acht weiteren in der Proxenoi-Liste erwähnten Männern in diplomatischer Mission aufgehalten.